# بخش همایجان
بخش مرکزی یکی از بخش‌های شهرستان سپیدان در استان فارس ایران است.
همایجان که یکی از بخش‌های وسیع و سرسبز وهموارشهرستان سپیدان است در حد فاصل بین مرکز استان وشهر اردکان واقع شده است. این بخش از گردنهٔ شول حد فاصل شیراز - اردکان شروع و در نزدیکی شهر اردکان در روستای بهر غان در جهت شمال و شمال غربی امتدادمی یابد.

## مردم
مردم همایجان از قوم لر هستند.

## تقسیمات کشوری
- مرکز بخش همایجان بعد از سر شماری سال ۱۳۹۰، به شهر هماشهر تغییر یافت.

بخش همایجان دارای بیش از ۹۰ روستا است که شامل سه دهستان می‌باشد
1. دهستان همایجان به مرکزیت دهپاگاه
2. دهستان سرناباد
3. دهستان شش پیر

دهستان سرناباد در غرب و جنوب غرب شهرستان واقع است و جاده‌ای که از روستای آبگرم می‌گذرد این منطقه را به جادهٔ اصلی وصل می‌کند روستای بزرگ و قدیمی هرایجان جز این منطقه است.
دهستان همایجان شامل روستاهای به ترتیب از سمت شیراز به اردکان
۱-خلار ۲- شول ۳- سنگر ۴- دالین ۵- قلعه نو (چهار مور) ۵- آبگرم ۶- دمقنات ۷- دهبید ۸- دهپاگاه ۹- تیس خانی ۱۰-عباسی ۱۱- رودبال ۱۲- برد آباد ۱۳- سرتلی ۱۴- یکدانگه ۱۵- خلیلی ۱۶-باقرآباد ۱۷- چنار ۱۸- تل گر حاجی‌آباد ۱۹- قلعه میر آقا ۲۰- خرابه ۲۱- اشکفت ۲۲- شاداب ۲۳- سربست ۲۴- تل گر ۲۵-تل گامیشی ۲۶-موروزه و چندین قلعه و آبادی دیگر است.
قدمت این منطقه- خوش آب هوا بودن - صنعتی بودن- جمعیت مناسب- دشت وهموار بودن آن- در مسیر دو استان بودن و شرایط دیکر دست به دست هم نهادند تا این منطقه به شهر تبدیل بشود
طبق ابلاغ وزرات کشور روستای دهپاگاه ودمقنات ودهبید و تیس خانی و عباس‌آباد به شهر تبدیل شده‌اند هماشهر
روستاهای تاریخی هما شهر:
۱-شول ۲- سنگر ۳- اردشیری ۴- دهپاگاه ۵- سرتلی ۶- باسکان (سربست)۷- دالین ۸- خلار۹-رودبال
در سفرنامه ناصر خسرو از خلار تعریف شده است قلعه خلار و انگور آن مشهور است.
آثار به جا مانده در اطرا ف بقعه امامزاده شاه علمدار دالین و قبرستان این روستا حکایت از قدمت آن دارد
کاروانسرای بین راهی در اردشیری - وجود کانال‌های زیرزمینی وباغ هزار خانه در دهپاگاه و آثار تنل‌های زیر زمینی و تل گرد در سرتلی و مزار امامزاده شاداب در سربست حکایت از قدمت این روستاها دارد

## جاهای دیدنی و گردشگری
۱- امامزاده شاه علمدار در دالین (ده علی) ۲- امامزاده شاداب در سربست ۳- رودخانه ششپیر ۴- چشم‌انداز روستای زیبای سنگر ۵- چشمه شاداب ۶- رودخانه رودبال ۷- تنگ آب در دهپاگاه ۸- چمنزار زیبای چاه‌های ابنو ۹-انگور دان در ابنو (گوره دون) ۱۰ - پل دوزخ (جوزق)(جوجق) در اردشیری ۱۱- برم ششپیر ۱۲- چشمه ششپیر ۱۳ - چشمه بهر غان ۱۴- روستای دلخان ۱۵- چشمه دلخان ۱۹ - امامزاده فخر الدین محمد ابنو ۲۰ - امامزاده شاه رکن الدین روستای سنگر (دارای طبیعت خیره‌کننده) ۲۱ - چشمه روستای سنگر ۲۲ - دشت تنگ سپید راه در روستای سنگر ۲۳ - حمام قدیم روستای شول ۲۴ - کارگاه شیره انگور پزی روستای شول ۲۵ - چشمه پازنان شول و جاهای دیدنی دیگر…
نویسنده اهل شول خانم مینا رحمانی نیز کتابی دربارهٔ تاریخ این روستاها نوشتند. «نام کتاب شول و سنگر زادگاه من»

## بخش صنعت
وجود کارخانه‌هایی مانند فراسان در دمقنات و فراپاکس در روستای سنگر و کارخانه شام شام وچند کارخانه دیگردر دمقنات و کارخانه‌ها کارگاه‌های متعدد در شهرک صنعتی مخصوصاً فراسان که در خاورمیانه در نوع خود بی نظیراست رونق خوبی به هماشهر داده است و پایه‌های اقتصادی این شهرستان محسوب می‌شوند.

## بخش کشاورزی
۱- غلات مثل گندم - جو ۲- حبوبات مانند لوبیا - عدس - نخود - ماش ۳- باغات مثل سیب - انگور - هلو- بادام -گردو - آلوسیاه و آلوزرد - آلوبالو - گیلاس- ۴-محصولات جالیزی= گوجه -بادمنجان -سیب زمینی- شلغم و…
در ضمن سیب و شلغم این منطقه شهرت دارد
زمین کشاورزی این منطقه از دو رودخانه ششپیر و رودبال آبیاری می‌شود اکثر زمین‌های زراعی دیم هستند چاه و چشمه و قنات از دیگر عوامل تأمین آب در این منطقه است سه حلقه بسیار قدیمی قنات در دهپاگاه ویک حلقه قنات در دمقنات نمونه‌هایی از این کاریزها هستند

## بخش توریستی
تراکم درختان میوه و… حد فاصل روستای سربست تا روستای سرتلی زیبایی این منطقه را دو چندان کرده
سایه سار بید و صنوبر و چنار و سفیددار برای لحظه‌ای در گرمای تابستان تن هر رهگذری را نوازش می‌دهد. وجود امامزاده‌ها چشمه ساران و آب و هوای معتدل و دلچسب و زمستانی بسیار زیبا با چشم‌اندازهای بکر زمینه توریستی این منطقه را فراهم ساخته.

## جمعیت
بنابر سرشماری مرکز آمار ایران، جمعیت بخش همایجان شهرستان سپیدان در سال ۱۳۹۵ برابر با ۱۸٬۲۱۴ نفر بوده است.
این بخش که قبلاً با مرکزیت دهپاگا بود الان با بخشنامه وزارت کشور در خصوص تقسیمات جدید کشوری به شهر هماشهر با پیوستن روستاهای دهپاگا دهبید دمقنات عباس‌آباد و کریم آباد به شهر تبدیل شده و به خاطر استعدادهای فراوانی کی این منطقه دارد در آینده‌ای نزدیک به نگین شهرهای فارس تبدیل خواهد شد.